# Kujō Yukinori
Kujō Yukinori (九条 幸教, né le 2 juillet 1700, mort le 3 juillet 1728), fils de Kujō Sukezane et fils adopté par son frère Kujō Morotaka, est un noble de cour japonais (kugyō) de la période Edo (1603-1868). Il épouse une fille de Tokugawa Yoshimichi, quatrième daimyo du domaine d'Owari, et fille adoptée de Tokugawa Tsugutomo, sixième  daimyo du domaine d'Owari. Le couple a deux fils : Kujō Tanemoto et Nijō Munemoto.

## Source de la traduction
- (en) Cet article est partiellement ou en totalité issu de l’article de Wikipédia en anglais intitulé « Kujō Yukinori » (voir la liste des auteurs).